# Monkeytown Records
Monkeytown Records ist ein deutsches Musiklabel für elektronische Musik, das von dem Unternehmen Monkeytown Music GmbH mit Sitz in Berlin betrieben wird.

## Geschichte
Monkeytown Records wurde im Jahr 2009 von dem Duo Modeselektor, bestehend aus Gernot Bronsert und Sebastian Szary, gegründet. Die ursprüngliche Motivation sei gewesen, Siriusmo, einem Bekannten des Duos, der an kein Label gebunden war, einen festen Vertrag anzubieten. Das Duo selber stand zu diesem Zeitpunkt noch bei BPitch Control unter Vertrag, wo sie 2009 als letztes Album das Debüt des Projekts Moderat veröffentlichten. 2011 erschien mit Monkeytown das erste Album von Modeselektor auf dem eigenen Label, es wurde zur erfolgreichsten Veröffentlichung des Duos.
Das Label 50 Weapons, auch 50Weapons, welches Modeselektor 2006 ins Leben gerufen hatten, wurde nach der Gründung von Monkeytown Records als Sublabel integriert und 2016 nach der Veröffentlichung der fünfzigsten EP aufgelöst. 2018 wurde das Label Seilscheibenpfeiler Schallplatten Berlin, kurz Seilscheibenpfeiler, das 1994 von Sebastian Szary als Eigenlabel zur Veröffentlichung seiner Debüt-EP unter dem Namen Fundamental Knowledge gegründet worden war, als Sublabel von Monkeytown Records wiederbelebt. Das Label ist nach der gleichnamigen Industrieruine im Museumspark Rüdersdorf in Rüdersdorf bei Berlin benannt. Den Anfang machte eine Wiederveröffentlichung des Debüts.
Im Jahr 2014 beschäftigte Monkeytown Records acht feste Mitarbeiter und zwei Auszubildende. Das Label verwendet den Labelcode 24488.

## Künstler (Auswahl)
- FJAAK
- Funkstörung
- Moderat
- Modeselektor
- Mouse on Mars
- Omar Souleyman
- Otto von Schirach
- Robot Koch
- Siriusmo
- The Aim of Design Is to Define Space[7]